# 1996年夏季残疾人奥林匹克运动会波多黎各代表团
1996年夏季残疾人奥林匹克运动会波多黎各代表团是波多黎各派出的1996年夏季残疾人奥林匹克运动会代表团。未获得奖牌。